# Aleksandrs Kucs
Aleksandrs Kucs (* 20. September 2000) ist ein lettischer Leichtathlet, der sich auf den Sprint und den Hürdenlauf spezialisiert hat.

## Sportliche Laufbahn
Erste internationale Erfahrungen sammelte Aleksandrs Kucs beim Europäischen Olympischen Jugendfestival (EYOF) 2015 in Tiflis, bei dem er mit 58,93 s in der ersten Runde im 400-Meter-Hürdenlauf ausschied. 2017 startete er bei den U18-Weltmeisterschaften in Nairobi, kam aber auch dort mit 56,22 s nicht über den Vorlauf hinaus. 2019 nahm er im 400-Meter-Lauf an den U20-Europameisterschaften in Borås teil und schied dort mit 48,71 s in der Vorrunde aus. 2021 scheiterte er dann bei den U23-Europameisterschaften in Tallinn mit 21,50 s in der ersten Runde im 200-Meter-Lauf und belegte mit der lettischen 4-mal-100-Meter-Staffel in 40,18 s den sechsten Platz.
2021 wurde Kucs lettischer Meister im 200-Meter-Lauf.

## Bestleistungen
- 200 Meter: 21,39 s (+0,4 m/s), 14. Juli 2018 in Jelgava
  - 200 Meter (Halle): 21,92 s, 17. Februar 2019 in Kuldīga
- 400 Meter: 47,58 s, 10. Juli 2019 in Vilnius
  - 400 Meter (Halle): 48,65 s, 26. Februar 2019 in Minsk
- 400 m Hürden: 54,62 s, 4. Juni 2017 in Valmiera